# ماراتن سیدنی
ماراتن سیدنی، ماراتنی است که هر سالانه در ماه سپتامبر در سیدنی، استرالیا برگزار می‌شود. این رویداد برای اولین بار در ۳۰ آوریل ۲۰۰۰ با نام ماراتن شهر میزبان به عنوان یک رویداد آزمایشی برای بازی‌های المپیک سیدنی ۲۰۰۰ برگزار شد و از آن زمان تاکنون، به عنوان میراثی از المپیک تابستانی ۲۰۰۰، هر ساله ادامه داشته و برگزار می‌شود. این ماراتن توسط فدراسیون جهانی دو و میدانی به عنوان یک مسابقه جاده‌ای با نشان پلاتینیوم و از سال ۲۰۲۵ به عنوان بخشی از مسابقات جهانی ماراتن هفت‌گانه طبقه‌بندی شده است.
ماراتن سیدنی همچنین شامل یک مسابقه ۱۰ کیلومتری و یک ۴٫۲ کیلومتر (۲٫۶ مایل) برای علاقه‌مندان است.

## تاریخچه
ماراتن سیدنی در آوریل سال ۲۰۰۰ آغاز شد و در همان مسیری که ماراتن در طول المپیک تابستانی ۲۰۰۰ طی شده بود، ادامه یافت. مسابقه زنان در سال ۲۰۰۱ توسط کریشنا استانتون برنده شد، که قبلاً هرگز در ماراتن شرکت نکرده بود و به دلیل چالشی از سوی یکی از دوستانش در این رویداد شرکت می‌کرد حضور پیدا کرده بود.
در سال ۲۰۱۴، این ماراتن توسط انجمن بین‌المللی فدراسیون‌های دو و میدانی (IAAF) نشان نقره‌ای مسابقه جاده‌ای را دریافت کرد، سپس در دسامبر ۲۰۱۴، همزمان با مسابقه ۲۰۱۵، نشان طلایی مسابقه جاده‌ای به این مسابقه اعطا شد و اکنون این مسابقه، نشان پلاتینیوم مسابقه جاده‌ای را دریافت کرده است.
ماراتن سال ۲۰۲۰ این مسابقه به دلیل همه‌گیری ویروس کرونا لغو شد و تمام ثبت‌نام‌ها به‌طور خودکار به سال ۲۰۲۱ انتقال داده شد و به همه ثبت‌نام‌کنندگان این امکان داده شد که مسابقه را به صورت مجازی و رایگان برگزار کنند.  موسی کیبت در مسابقه سال ۲۰۲۲ با زمان ۲:۰۷:۰۲ به پیروزی رسید که رکورد جدیدی در مسیر و سریع‌ترین زمان دو ماراتن در خاک استرالیا بود.
در ژوئیه سال ۲۰۲۲، برگزارکنندگان مسابقه اعلام کردند که برای اضافه شدن به فهرست مسابقات بزرگ ماراتن جهانی درخواست داده‌اند. پس از رویداد سال ۲۰۲۳، ماراتن سیدنی به مرحله ارزیابی بعدی برای تبدیل شدن به یک ماراتن بزرگ جهانی راه یافت. این ماراتن در ۴ نوامبر ۲۰۲۴ پس از مسابقه ۲۰۲۴ به عنوان هفتمین ماراتن بزرگ جهان رسماً تأیید شد.

## مسیر
مسیر ماراتن در ابتدا همان مسیری بود که در المپیک تابستانی ۲۰۰۰ مورد استفاده قرار گرفت. 